# Голови Верховного Суду України
Список персон, які керували Верховним Судом радянської та незалежної України з 1923 року.

## Голови Верховного суду Радянської України
| №  | Час повноважень                                                                         | ПІБ                                |
| -- | --------------------------------------------------------------------------------------- | ---------------------------------- |
| 1  | березень 1923 — січень 1924                                                             | Буздалін Сергій Феоктистович       |
| 2  | січень 1924 — квітень 1926                                                              | Лебединець Михайло Мусійович       |
| 3  | квітень 1926 — серпень 1928                                                             | Мазур Франц Тимофійович            |
| 4  | серпень 1928 — серпень 1929                                                             | Крупко Семен Никифорович           |
| 5  | жовтень 1929 — 17 червня 1934                                                           | Завіцький Герман Михайлович        |
| 6  | 17 червня 1934 — 5 вересня 1936                                                         | Желєзногорський Григорій Абрамович |
| 7  | 5 вересня 1936 — травень 1938                                                           | Шумяцький Федір Васильович         |
| 8  | травень 1938 (офіційно 28 липня 1939) — травень 1945, листопад 1945 — 20 листопада 1948 | Топчій Костянтин Тимофійович       |
| 9  | травень 1945 — листопад 1945                                                            | Блискавка Олександр Федорович      |
| 10 | 20 листопада 1948 — травень 1957                                                        | Нощенко Петро Хомич                |
| 11 | травень 1957 — лютий 1963                                                               | Глух Федір Кирилович               |
| 12 | лютий 1963 — жовтень 1970                                                               | Зайчук Володимир Гнатович          |
| 13 | жовтень 1970 — 24 серпня 1991                                                           | Якименко Олександр Никифорович     |

## Список Голів Верховного Суду України
| № | Час повноважень                    | ПІБ                            |
| - | ---------------------------------- | ------------------------------ |
| 1 | 24 серпня 1991 — 16 листопада 1993 | Якименко Олександр Никифорович |
| 2 | 16 листопада 1993 — 24 жовтня 1994 | Бутенко Георгій Андрійович     |
| 3 | 21 грудня 1994 — 24 жовтня 2002    | Бойко Віталій Федорович        |
| 4 | 11 листопада 2002 — 21 липня 2006  | Маляренко Василь Тимофійович   |
| 5 | 2 жовтня 2006 — 29 вересня 2011    | Онопенко Василь Васильович     |
| 6 | 23 грудня 2011 — 18 квітня 2013    | Пилипчук Петро Пилипович       |
| 7 | 17 травня 2013 — 10 листопада 2017 | Романюк Ярослав Михайлович     |

## Список Голів Верховного Суду
| № | Час повноважень                       | ПІБ                            |
| - | ------------------------------------- | ------------------------------ |
| 1 | 30 листопада 2017 — 30 листопада 2021 | Данішевська Валентина Іванівна |
| 2 | 1 грудня 2021 — 16 травня 2023        | Князєв Всеволод Сергійович     |
| 3 | 26 травня 2023                        | Кравченко Станіслав Іванович   |